# Blenina metascia
Blenina metascia är en fjärilsart som beskrevs av George Francis Hampson 1914. Blenina metascia ingår i släktet Blenina och familjen trågspinnare. Inga underarter finns listade i Catalogue of Life.